# TK Meldert
TK Meldert (Voluit: Thor Kokerij Meldert)  is een Belgische voetbalclub uit Meldert. De club is aangesloten bij de KBVB met stamnummer 8126 en heeft oranje-groen als kleuren. Meldert werkt zijn matchen in het Stadion Van den Steen-De Mey af, dat zo'n 3000 plaatsen telt.

## Geschiedenis
De club werd opgericht in 1972 als 'Thor Kokerij Meldert'; 'Thor' staat voor 'Tot Heil Onzer Ribbekas' en 'Kokerij' voor het gehucht in Meldert. De club sloot zich aanvankelijk aan bij de Koninklijke Katholieke Sportfederatie - Oost-Vlaanderen, een amateursportbond. In 1974 maakte men de overstap naar de Belgische Voetbalbond, en kreeg men stamnummer 8126 toegekend. TK Meldert ging van start in de laagste provinciale reeksen. Sinds 1955 speelde in Meldert ook al voetbalclub Eendracht Meldert, aanvankelijk bij het Katholiek Sportverbond, vanaf 1960 bij de KBVB onder stamnummer 6367.
TK Meldert bleef een paar decennia in Provinciale, tot men in 1997 voor het eerst naar de nationale reeksen promoveerde. Meldert kwam er in Vierde Klasse zo in dezelfde reeks als dorpsgenoot Eendracht, dat twee jaar eerder was gepromoveerd en toen nipt promotie had mislopen. Het eerste seizoen eindigde TK Meldert twee plaatsen na Eendracht Meldert; het jaar erop werd TK echter de eerste ploeg van Meldert toen Eendracht op een degradatieplaats belandde.
TK Meldert bleef een middenmoter, en kreeg in 2000 opnieuw Eendracht naast zich, dat weer nipt naast een promotie greep. Uiteindelijk was het in 2002 TK Meldert dat als eerste club uit Meldert de promotie kon afdwingen. TK was tweede geëindigd, maar verzekerde zich in de eindronde na winst tegen KVO Aarschot, Seraing RUL en FC Nieuwkerken van promotie.
Het eerste jaar in Derde Klasse sloot men nog af in de middenmoot; het jaar nadien moest men echter in de eindronde tegen degradatie strijden. In die eindronde bleek URS du Centre te sterk, en TK Meldert zakte na twee jaar terug naar Vierde Klasse. Eendracht Meldert was ondertussen ook weer afgezakt naar de provinciale reeksen.
In 2004 bundelden TK Meldert en Eendracht Meldert uiteindelijk de krachten. De fusieclub werd 'Verbroedering Meldert' en ging met stamnummer 8126 van TK Meldert door in Vierde Klasse. Stamnummer 6367 van Eendracht Meldert werd definitief geschrapt.
In 2005 moest de fusieclub op het eind van zijn eerste seizoen nog de degradatie afwenden via een eindronde; in 2006 streed men echter al mee met de beteren. Uiteindelijk eindigde men tweede in zijn reeks, en in de eindronde was na verlengingen KFC Racing Mol-Wezel te sterk, waardoor Meldert naast promotie greep.
In 2012 veranderde Verbroedering Meldert zijn naam terug in Thor Kokerij-Meldert. In hetzelfde jaar tekende Kevin Franck een contract bij Meldert. In 2014 eindigde TK Meldert bij de laatste in zijn reeks in Vierde Klasse en degradeerde zo na 17 seizoenen nationaal voetbal weer naar Eerste Provinciale.
Na het afscheid van oprichter Jozef Van Den Steen als voorzitter vocht de club begin 2019 voor haar voortbestaan. Een groep ouders uit de jeugd besloot de VZW over te nemen en redde zo de club van haar ondergang. Door de late redding en omdat de tering naar de nering moest gezet worden startte TK het seizoen 2019-2020 met een zware handicap die het nooit kon goedmaken. Op moment van het stopzetten van de competities door de Coronacrisis staat TK laatste en degradeert het naar 3e provinciale.
In het voorjaar van 2021 heeft de club een succesvolle audit door DoublePass ondergaan en heeft de club een 3-sterren label behaald. Hierdoor zal de jeugd van TK Meldert vanaf het seizoen 2021-2022 dan ook uitkomen in de interprovinciale jeugdreeksen.

## Resultaten
| Seizoen                               | Klasse | Klasse | Klasse | Klasse | Klasse | Klasse |       | Reeks              | Punten | Opmerkingen                                                   |
|                                       | I      | II     | III    | IV     | P.I    | P.II   | P.III |                    |        |                                                               |
| ------------------------------------- | ------ | ------ | ------ | ------ | ------ | ------ | ----- | ------------------ | ------ | ------------------------------------------------------------- |
| Als Verbroedering Meldert             |        |        |        |        |        |        |       |                    |        |                                                               |
| 2004/05                               |        |        |        | 13     |        |        |       | Vierde Klasse B    | 32     | Redding via eindronde                                         |
| 2005/06                               |        |        |        | 2      |        |        |       | Vierde Klasse B    | 52     | Verlies in eindronde voor promotie tegen KFC Racing Mol-Wezel |
| 2006/07                               |        |        |        | 10     |        |        |       | Vierde Klasse B    | 40     |                                                               |
| 2007/08                               |        |        |        | 11     |        |        |       | Vierde Klasse A    | 38     |                                                               |
| 2008/09                               |        |        |        | 5      |        |        |       | Vierde Klasse B    | 51     |                                                               |
| 2009/10                               |        |        |        | 5      |        |        |       | Vierde Klasse B    | 48     |                                                               |
| 2010/11                               |        |        |        | 4      |        |        |       | Vierde Klasse B    | 51     |                                                               |
| 2011/12                               |        |        |        | 3      |        |        |       | Vierde Klasse A    | 53     |                                                               |
| Als TK Meldert (THOR Kokerij Meldert) |        |        |        |        |        |        |       |                    |        |                                                               |
| 2012/13                               |        |        |        | 4      |        |        |       | Vierde Klasse A    | 47     |                                                               |
| 2013/14                               |        |        |        | 14     |        |        |       | Vierde Klasse B    | 30     |                                                               |
| 2014/15                               |        |        |        |        | 16     |        |       | Eerste Prov. O-Vl. | 8      |                                                               |
| 2015/16                               |        |        |        |        |        | 9      |       | 2de Prov. O-Vl.    | 40     |                                                               |
| 2016/17                               |        |        |        |        |        | 2      |       | 2de Prov. O-Vl.    | 53     | verloren in eindronde tegen LS Merendree (0-1)                |
| 2017/18                               |        |        |        |        |        | 13     |       | 2de Prov. O-Vl.    | 34     |                                                               |
| 2018/19                               |        |        |        |        |        | 5      |       | 2de Prov. O-Vl.    | 52     | verloren in eindronde tegen SK Berlare (1-2)                  |
| 2019/20                               |        |        |        |        |        | 16     |       | 2de Prov. O-Vl.    | 12     | Degradatie                                                    |
| 2020/21                               |        |        |        |        |        |        | -     | 3de Prov. O-Vl.    | -      | seizoen geannuleerd wegens Covid-19                           |
| 2021/22                               |        |        |        |        |        |        | 1     | 3de Prov. O-Vl. D  | 69     | kampioen, promotie naar 2de provinciale                       |
| 2022/23                               |        |        |        |        |        | 13     |       | 2de Prov. O-Vl. B  | 32     |                                                               |
| 2023/24                               |        |        |        |        |        | 2      |       | 2de Prov. O-Vl. B  | 63     |                                                               |
| 2024/25                               |        |        |        |        |        | 2      |       | 2de Prov. O-Vl. C  | 67     |                                                               |
| 2025/26                               |        |        |        |        |        |        |       | 2de Prov. O-Vl. C  |        |                                                               |